# Bulbophyllum semperflorens
Bulbophyllum semperflorens är en orkidéart som beskrevs av Johannes Jacobus Smith. Bulbophyllum semperflorens ingår i släktet Bulbophyllum och familjen orkidéer. Inga underarter finns listade i Catalogue of Life.